# پیرکان
پیرکان(پیرکهن)، روستایی از توابع بخش میرجاوه شهرستان میرجاوه در استان سیستان و بلوچستان ایران است.

## جمعیت
این روستا در دهستان لادیز قرار دارد و براساس سرشماری مرکز آمار ایران در سال ۱۳۸۵، جمعیت آن ۲۰ نفر (۵خانوار) بوده‌است.